# Club Deportivo Colonia
El Club Deportivo Colonia conegut com a Deportivo Colonia or Depor Colonia, és un club de futbol uruguaià de la ciutat de Juan Lacaze, al departament de Colonia. Els seus colors són vermell i blau.
El Depor fou fundat en 1999 per representar el futbol professional del departament, junt amb el Plaza Colonia, el club disputeix la segona divisió l'any seguent, fins 2003, on consegueix el accés a Primera División, El Depor disputeix la elite del futbol uruguaià fins 2006, en què desfiliò de l'Associació Uruguaiana de Futbol per problemes financers.
El club torna a estar actiu el 2021, per la disputa de la primera divisió amateur, tercera categoria del futbol uruguaià.
El club no guanyó cap títol.